# Regionales Schutzgebiet Bosque Huacrupe – La Calera
Das Regionale Schutzgebiet Bosque Huacrupe – La Calera (span. Área de Conservación Regional Bosque Huacrupe – La Calera) befindet sich in der Region Lambayeque in Nordwest-Peru. Das Schutzgebiet wurde am 22. Juni 2011 durch das Dekret D.S. Nº 012-2011-MINAM eingerichtet. Die Regionalregierung von Lambayeque ist die für das Schutzgebiet zuständige Behörde. Das Schutzgebiet besitzt eine Größe von 72,72 km². Es dient der Erhaltung eines Savannentrockenwald-Areals (bosque seco de sabana). Es wird in der IUCN-Kategorie VI als ein Schutzgebiet geführt, dessen Management der nachhaltigen Nutzung natürlicher Ökosysteme und Lebensräume dient.

## Lage
Das Schutzgebiet befindet sich im Osten der 100 m hoch gelegenen wüstenhaften Küstenebene im Nordwesten Perus. Es liegt im Norden des Distrikts Olmos in der Provinz Lambayeque, 100 km nördlich der Regionshauptstadt Chiclayo sowie 30 km nordwestlich der Kleinstadt Olmos. Das Schutzgebiet umfasst den 665 m hohen Cerro Vega del Padre im Westen und den etwas niedrigeren Cerro Huacrupe im Osten.

## Ökologie
In dem Schutzgebiet kommen folgende Baum- und Straucharten vor: Prosopis pallida (algarrobo), Colicodendron scabridum (sapote), Vachellia macracantha (faique), Loxopterigium huasango (hualtaco), Bursera graveolens (palo santo) und Vachellia aroma (aromo). In dem Gebiet kommen 58 Vogelarten, davon 15 endemisch in der Region sowie 3 endemisch in Peru, vor. Ferner leben in dem Areal 7 Reptilienarten sowie 11 Säugetierarten, darunter der Puma (Puma concolor) und Hirsche.